# La momia: la tumba del emperador Dragón
La Momia 3 La Tumba Del Emperador Dragon es una película de acción, fantasía y aventuras estrenada en 2008. Es la tercera y última parte de la Trilogía de la Momia. El filme es protagonizado por  Brendan Fraser, Jet Li, Maria Bello, John Hannah, Luke Ford, y Michelle Yeoh. Fue estrenada en los Estados Unidos el 1 de agosto de 2008.
Fue dirigida por Rob Cohen, escrita por Alfred Gough y Miles Millar, y producida por Stephen Sommers (el director de las dos películas anteriores), Bob Ducsay, Sean Daniel, y James Jacks. La película se sitúa en China, marcado la salida del escenario egipcio anterior. En esta película Rachel Weisz rechazó seguir en la trilogía por lo que fue reemplazada por María Bello.

## Argumento
En la antigua China, Han, un señor de la guerra brutal y tiránico une reinos del país en un imperio y se convierte en el Emperador Dragón. Se ordena la construcción de la Gran Muralla China para enterrar y maldecir a sus enemigos muertos. Místicos del emperador le enseñan el dominio sobrenatural sobre los Seis Elementos: Agua, Aire, Fuego, Tierra, Madera y Metal. 
Años más tarde, comienza a creer temeroso de que todo lo que ha logrado se perderá después de su muerte. Él escucha sobre una bruja llamada Zi Yuan quien dice conocer el secreto de la inmortalidad y envía a su hombre de confianza, el general Ming a buscarla para traerla al palacio. Cuando el general Ming la encuentra, ambos deciden ir a la biblioteca más antigua de China y encuentran el libro de huesos oraculares, los cuales contienen todos los secretos místicos del mundo antiguo y se enamoran durante la incursión. Después la bruja aparentemente lanza un hechizo sobre el emperador en sánscrito, idioma que el emperador no entiende y cree que se ha vuelto inmortal, pero luego descubre el amorío de su general con la mujer.
Entonces ordena que sea ejecutado Ming y en represalias, apuñala a Yuan en el estómago después de que ella se negara a ser su reina y también le menciona que ahora ella y Ming podrán estar juntos en el infierno. Justo cuando creía salirse con la suya, repentinamente empieza a convertirse en barro, revelando que la hechicera ha previsto estos acontecimientos, el emperador inmediatamente le exige saber a Zi Yuan que fue lo que hizo, y revela que leyó un hechizo diferente, el cual era maldecirlo a él y a todo su ejército, en lugar de darle la inmortalidad. El emperador en su desesperación por detenerla, termina convertido en una estatua de barro, mientras que el ejército del emperador también sufren el mismo destino y quedan convertidos en estatuas de barro, mientras esto ocurre la hechicera agonizante huye del palacio.
En 1946, el arqueólogo Alex O'Connell, hijo de Rick O'Connell y Evelyn, localiza la tumba del emperador con el apoyo financiero del profesor de arqueología Roger Wilson. Tres ayudantes son asesinados a causa de las trampas colocadas adentro de la tumba y Alex es atacado por una misteriosa mujer, pero tiene éxito en llevar el ataúd del emperador a Shanghái. Mientras tanto, el gobierno británico le confía el Ojo de Shangri-La a la pareja O'Connell para que lo lleven de vuelta a China, para mostrarlo en un museo. Wilson es, en realidad, un miembro de una facción militar renegada dirigida por el general Yang y su adjunta, Choi, que ven al emperador como el único que puede restablecer el orden y la grandeza de China. La misteriosa mujer de la tumba, llamada Lin, observa la escena junto con Alex y entre ambos ayudan a los O'Connell. Lin apuñala el cuerpo momificado dentro del ataúd y descubre que es un eunuco, un señuelo. Por accidente, el líquido mágico dentro del ojo de las tierras cae en la estatua del conductor del carruaje y se revela que ese es el cuerpo real del Emperador Dragón sobre una carreta tirada por caballos. El emperador es revivido, pero atrapado en su forma de terracota no-muerto. Él acepta el servicio de Yang y Choi para poder tener una vida total, pero mata a Wilson, decapitándolo. Lin intenta matar al emperador con una daga mágica, la única arma que puede destruirlo.
Los O'Connell y Lin junto con el hermano de Evelyn, Jonathan Carnahan, que es dueño de un club nocturno de Shanghái llamado Imhotep, viajan a una ciudad utópica en los Himalaya, que revelará el camino a Shangri-La cuando el ojo se coloque en la parte superior de la misma. Con la ayuda de yetis convocados por Lin, el grupo mantiene a raya a los soldados de Yang pero el emperador descubre la ubicación de Shangri-La. Al intentar desencadenar una avalancha con una granada lanzada adjunta a un poco de dinamita, Alex no se da cuenta de que el emperador le había lanzando su espada en la espalda. 
Rick empuja a su hijo a la seguridad y termina apuñalado mortalmente en el pecho. Lin lleva a todos a Shangri-La, donde la bruja cura la herida de Rick. El grupo descubre que Lin es hija de 2000 años de edad de Zi Yuan, que es inmortal debido a la potencia de las aguas de Shangri-La. La daga mágica que lleva Lin es la misma daga que el emperador utilizó en su intento de asesinar a Zi Yuan años antes. Zi Yuan también revela que ella habría muerto si los yetis no la hubieran salvado, y le advierte a Alex que si permiten que el emperador entre al estanque de la vida eterna, no sólo será capaz de despertar a su ejército, sino que el mundo entero sufrirá por su agresión militar. Alex y Lin han empezado a tener un romance, pero Lin no acepta la relación a distancia debido a su inmortalidad; después de ver a Zi Yuan llorando durante siglos, porque no sabe si ella puede soportar enamorarse de Alex sólo para verlo envejecer y morir.
El Emperador finalmente llega y los ataca en Shangri-La, tomando la daga y rompiendo su forma de terracota antes de bañarse en las aguas místicas. Se restaura su forma humana y su juventud, reponiendo sus poderes, lo que le da la capacidad de cambiar de forma. Él se transforma en un gigantesco dragón de tres cabezas, secuestra a su hija Lin y vuela de regreso a su tumba en la que planea despertar al ejército de terracota, ahora con la ayuda de los soldados del general Yang. El emperador anuncia sus planes para conquistar el mundo entero y dice que una vez que conduzca a su ejército a través de la Gran Muralla, serán invencibles. La familia O'Connell y Zi Yuan persiguen al emperador por la Gran Muralla en la que sacrifica su inmortalidad, y la inmortalidad de Lin, para revivir a los trabajadores muertos y enterrados debajo de ese lugar, creando su propio ejército de muertos vivientes, dirigido por un vengativo general Ming. El Ejército de los Muertos, con la ayuda de las armas modernas del grupo y el apoyo aéreo, combate al ejército de terracota, mientras Zi Yuan pelea con el emperador; quien se entera de que Zi Yuan ahora es mortal. Ella es herida de muerte pero tiene éxito en conseguir la daga. Disfrazado de uno de los soldados de Yang, Alex rescata a Lin, que estaba prisionera, atada y amordazada en una tienda de campaña bajo vigilancia armada.
El grupo se reúne de nuevo, y encuentran a Lin triste, mortal acunada con Zi Yuan quien muere en sus brazos. A medida que esto sucede, el Emperador se transforma en un ogro con cuernos para llegar más allá del ejército de Zi Yuan y va por debajo de la Gran Muralla con el fin de utilizar sus poderes elementales, para deshacer el hechizo de Zi Yuan y sacar al ejército de Ming de nuevo por debajo de ella. Alex interrumpe al emperador, que se transforma en un ogro y golpea a Alex contra una pared. Rick intenta apuñalar al emperador, ser arrojado en una antorcha encendida se destacan por sus esfuerzos. Mientras tanto, Evelyn y Lin luchan con Yang y Choi, con el tiempo golpeando al general en algunos engranajes en movimiento que aplastan a él y Choi. Mientras que el emperador le está sacando ventaja a Rick con sus habilidades de Wushu, Alex agarra la hoja de la daga rota y se desliza cerca del agua. Rick toma la empuñadura de la daga y se la clava en el pecho del emperador mientras que Alex lo apuñala con la punta de la cuchilla desde atrás, penetrando al mismo tiempo el corazón del emperador de ambos lados y la liberación de la maldición de la daga. El emperador se consume desde el interior hacia afuera por la lava fundida, lo que resulta en su muerte definitiva y la de su ejército. El ejército de Ming celebra brevemente y por fin pasa a otra vida pacífica.
La familia O'Connell regresa a Shanghái donde Alex y Lin han caído en el amor. Jonathan decide trasladarse a Perú con el Ojo de Shangri-La que de alguna manera ha logrado mantener, ya que quiere ir a alguna parte sin momias. En el guion publicado, se revela que poco después de su llegada, encontraron momias en Perú.

## Reparto
- Brendan Fraser como Richard 'Rick' O'Connell.
- John Hannah como Jonathan Carnahan.
 Hermano de Evelyn.
- Jet Li como el Emperador Dragón/ Emperador Han / La Momia.
- Maria Bello como Evelyn Carnahan-O'Connell.
- Michelle Yeoh como Zi Yuan.
- Luke Ford como Alex O'Connell.
- Isabella Leong como Lin.
 la hija de Zi Yuan
- Liam Cunningham como Perro Loco Maguire.
 El viejo amigo de Rick.
- Jessey Meng como Choi.
- Anthony Wong como General Yang. 
 Un oficial chino renegado.
- Russell Wong como el General Ming Guo. 
El siervo del Emperador, y amante de Zi Yuan.
- David Calder como el Profesor Roger Wilson. 
 Un espía del General Yang.

### Doblaje
| Actor original (EE. UU.) | Actor de voz (España) | Actor de voz (Hispanoamérica) |
| ------------------------ | --------------------- | ----------------------------- |
| Brendan Fraser           | Juan Carlos Gustems   | Salvador Delgado              |
| Jet Li                   |                       |                               |
| Maria Bello              | María del Mar Tamarit | Carola Vázquez                |
| John Hannah              | José Posada*          | Ricardo Tejedo                |
| Michelle Yeoh            | Mercedes Montalá      |                               |
| Luke Ford                | Manuel Gimeno         | Gerardo García                |

## Estreno
La película se estrenó en Moscú el 24 de julio de 2008 y tuvo un amplio lanzamiento en 3760 salas en Norteamérica el 1 de agosto de 2008.

### Mercadotecnia
The Mummy Movie Prequel: The Rise & Fall of Xango's Ax, un cómic de serie limitada de IDW Publishing, fue publicado para promover la película. El cómic explora la relación entre Rick y su hijo Alex.
Sierra Entertainment hizo una versión de juego de The Mummy: La tumba del Emperador Dragón para Wii, PlayStation 2 y Nintendo DS, fue lanzado el 22 de julio de 2008 en América del Norte con muchas críticas negativas. Gameloft hizo la versión del juego de La Momia: La Tumba del Emperador Dragón para los teléfonos móviles.

### Formato casero
La película fue lanzada en DVD el 16 de diciembre de 2008. A mediados de 2011, excluyendo las ventas de Blu-ray y alquiler de DVD, había vendido más de 2,5 millones de copias, totalizando $ 41.768.192  US  en ingresos.

## Recepción

### Taquilla
La película tuvo la mayor recaudación en el día del estreno, ganando $ 15.2 millones  (The Dark Knight tuvo el segundo lugar con $12 millones) el viernes. Pero no obtuvo el número uno en la taquilla en su fin de semana de estreno, reclamando sólo $ 40,4 millones, lo que permitió a The Dark Knight reclamar el primer puesto por tercera semana consecutiva con $ 42,6 millones.
Sin embargo, consiguió un éxito más grande en la taquilla internacional, donde abrió en la primera posición en 26 de 28 mercados, donde se estrenó durante el fin de semana y recaudó cerca de $ 59.5 millones en un período de tres días. Sobrepasó sustancialmente las aperturas comparables de The Mummy ($ 16.7 millones) y The Mummy Returns ($ 21.5 millones) en los mismos mercados. La película también estableció récords de apertura para el distribuidor en Corea (13,3 millones de dólares), Rusia (12,7 millones de dólares), España (6,7 millones de dólares) y Tailandia. Hasta el 10 de octubre de 2008, el total local de la película se sitúaba en 102 491 776 dólares, con un consumo internacional mucho más fuerte de 298 636 863 dólares. Esto lleva su total mundial a $ 401 128 639. Es la película de menor recaudación en la Trilogía de The Mummy.

### Crítica
The Mummy: Tomb of the Dragon Emperor recibió generalmente reseñas negativas de los críticos de cine, a pesar de que hubo altos rendimientos en taquilla. La película obtuvo una calificación del 13% en Rotten Tomatoes, basada en 170 revisiones,  el consenso de los críticos dice: " Con efectos CG de medio pelo y una clara falta de diversión, The Mummy: Tomb of the Dragon Emperor encuentra que la serie ha pasado su apogeo". Metacritic reporta una calificación promedio de 31 sobre 100, basada en 33 reseñas, indicando "reseñas generalmente negativas".

### Premios y nominaciones
| Premio                        | Nominación                              | Receptor                                                         | Resultado |
| ----------------------------- | --------------------------------------- | ---------------------------------------------------------------- | --------- |
| Premios Saturn                | Mejor película de terror                |                                                                  | Nominado  |
| CDG Awards                    | Mejor diseño de vestuario - Fantasía    | Sanja Milkovic Hays                                              | Nominado  |
| Golden Reel Awards            | Mejor edición de sonido - Diálogo y ADR | Becky Sullivan, Daniel S. Irwin, John C. Stuver y Michelle Pazer | Nominado  |
| National Movie Awards         | Mejor película de acción / aventura     |                                                                  | Nominado  |
| National Movie Awards         | Mejor interpretación masculina          | Brendan Fraser                                                   | Nominado  |
| Visual Effects Society Awards | Entorno excepcionalmente creado         | Mike Meaker, Richard Mahon, Jason Iverson y Sho Hasegawa         | Nominado  |
| BMI Film Awards               | Mejor música                            | Randy Edelman                                                    | Ganador   |

## Futuro

### Secuela cancelada
Después de que la película fuera lanzada, la actriz Maria Bello dijo que otra película de la Momia  estaba "asegurada", y que ya había firmado un contrato para ello. El actor Luke Ford también firmó por tres películas más. Sin embargo, en 2012, se anunció que Universal Pictures había cancelado la película, y en su lugar estaba trabajando en un reinicio.

### Reboot
El 4 de abril de 2012, Universal anunció que tenía planes de reiniciar la franquicia. Tiempo después se confirmó que se lanzaría una nueva versión y su fecha de estreno se fijó para junio de 2017, forma parte del Dark Universe.